# Hyastenus brockii
Hyastenus brockii is een krabbensoort uit de familie van de Epialtidae. De wetenschappelijke naam van de soort is voor het eerst geldig gepubliceerd in 1887 door de Man.